# Dissertazione filosofica sulla morte
Dissertazione filosofica sulla morte è un'opera del filosofo piemontese Alberto Radicati di Passerano. È stata pubblicata per la prima volta a Londra nel 1732 in traduzione inglese con il titolo Philosophical Dissertation upon Death, Composed for the Consolation of the Unhappy by a Friend of Truth, sotto lo pseudonimo "A Friend of Truth" (un amico della verità). La versione italiana è stata pubblicata nel 2003 per i tipi delle Edizioni ETS (insieme al testo inglese e a una versione settecentesca in francese) e riedito nel 2011 dalla casa editrice Indiana. 
Il testo propugna il diritto inalienabile al suicidio e all'eutanasia sullo sfondo di un'esplicita filosofia naturalistica e libertaria che scorge nel "Deus sive Natura" spinoziano-tolandiano il suo unico grandioso orizzonte di senso. La paura della morte, sostiene Radicati, è espressione di credenze superstiziose imposte da "audaci impostori" che si sono spacciati per gli esclusivi "interpreti della volontà divina e sovrani di quella umana". La tesi del saggio è così riassunta nelle parole conclusive:
La pubblicazione dell'opera destò grande scandalo in tutta l'Europa settecentesca, portando all'arresto di Radicati, del suo traduttore Joseph Morgan, e dell'editore William Mears. 

## Edizioni
- Philosophical Dissertation upon Death, Composed for the Consolation of the Unhappy by a Friend of Truth, Londra, William Mears, 1732.
- Dissertazione filosofica sulla morte, a cura di Tomaso Cavallo, Firenze, ETS, 2003, pp. 224. ISBN 88-467-0724-9
- Liberi di morire. Dissertazione filosofica sulla morte, con prefazione di Giulio Giorello e nota conclusiva di Frèdèric Ieva, Milano, Indiana Editore, 2011, pp.  117. ISBN 978-88-97404-02-6